# Gare du Cellier
Gare du Cellier vasútállomás Franciaországban, Le Cellier településen.

## Vasútvonalak
Az állomást az alábbi vasútvonalak érintik:
- Tours–Saint-Nazaire-vasútvonal

## Kapcsolódó állomások
A vasútállomáshoz az alábbi állomások vannak a legközelebb:
- Gare de Mauves-sur-Loire (Gare de Saint-Nazaire, Tours–Saint-Nazaire-vasútvonal)
- Gare d’Oudon (Gare de Tours, Tours–Saint-Nazaire-vasútvonal)